# روبی یونگ
روبی یونگ (به انگلیسی: Roby Young) هافبک اهل اسرائیل است که از سال ۱۹۶۱ تا ۱۹۶۹ میلادی عضو تیم ملی فوتبال اسرائیل بوده و در ۵۰ بازی ملی حضور داشته است. روبی یونگ توانسته در بازی‌های ملی، ۸ گل به ثمر برساند.